# 캔디스 글러버
캔디스 글러버(Candice Glover, 1989년 11월 22일 ~ )는 미국의 가수로, 《아메리칸 아이돌》 시즌 11의 우승자이다.